# Hatsune Miku: Project DIVA (serie)
Hatsune Miku: project DIVA (初音ミク-project DIVA?) è una serie di rhythm game creati da Sega e Crypton Future Media. La serie è composta da 6 titoli principali, pubblicati su varie console PlayStation, Nintendo Switch, Microsoft Windows e nelle sale giochi, i 2 giochi Project Mirai per Nintendo 3DS e 4 spin off per piattaforme mobili e VR. La serie utilizza principalmente i Vocaloid, una serie di software di sintesi vocale sviluppati dalla Yamaha Corporation e le canzoni create utilizzando questi Vocaloid, in particolare il Virtual-DIVA Vocaloid Hatsune Miku.